# Господарський суд Хмельницької області
Господарський суд Хмельницької області — місцевий спеціалізований господарський суд першої інстанції, розташований у місті Хмельницькому, юрисдикція якого поширюється на Хмельницьку область.

## Компетенція
Місцевий господарський суд керуються при здійсненні судочинства Господарським процесуальним кодексом України. Він розглядає господарські справи, тобто ті, що виникають у зв'язку із здійсненням господарської діяльності юридичними особами та фізичними особами-підприємцями. Це, зокрема, справи про стягнення заборгованості за договорами, про чинність договорів, про відшкодування шкоди, про банкрутство, про захист права власності, корпоративні спори та ін.
Господарський суд розглядає справу, як правило, за місцезнаходженням відповідача, тобто якщо офіційна адреса відповідача зареєстрована на території юрисдикції цього суду.

## Структура
Суд очолює його голова, який має заступника. Правосуддя здійснюють 16 суддів, що розподілені за спеціалізацією на чотири колегії.
Організаційне забезпечення діяльності господарського суду здійснює апарат суду, очолюваний керівником апарату, який має заступника.
До патронатної служби входять помічники суддів.
Відділи:
- документального забезпечення — канцелярії
- інформаційно-аналітичного забезпечення та статистики
- служба судових розпорядників
- служба управління персоналом
- комп'ютерного та програмного забезпечення, інформаційної безпеки
- архів[2][3].

## Керівництво
Голова суду — Муха Микола Євгенович
 Заступник голови суду —
 Керівник апарату — Комарніцький Віталій Вікторович.

## Реорганізація
25 червня 2018 року на виконання Указу Президента України «Про ліквідацію місцевих господарських судів та утворення окружних господарських судів» № 453/2017 від 29.12.2017 р. Хмельницький окружний господарський суд зареєстровано як юридичну особу. Новоутворена судова установа почне свою роботу з дня, визначеного в окремому повідомленні.